# Rinchenia
A Rinchenia az oviraptorosaurus dinoszauruszok egyik neme, amely a késő kréta korban élt Mongólia területén. Típusfaját (és egyetlen ismert faját) a Rinchenia mongoliensist Rinchen Barsbold eredetileg az Oviraptor fajaként írta le (1986-ban, Oviraptor mongoliensis néven), de az 1997-ben elvégzett újabb vizsgálat során fontos eltéréseket talált, melyek igazolták, hogy más nembe tartozik. A Rinchenia nevet Barsbold 1997-ben alkotta meg, bár részletes leírást nem készített róla, és a név nomen nudum maradt mindaddig, amíg 2004-ben Halszka Osmólska és szerzőtársai fel nem használták.
A Rinchenia egyetlen példány (a GI 100/32A katalógusszámú lelet) alapján ismert, ami egy teljes koponyából és állkapocsból, egy részleges csigolyasorból, a mellső láb és a vállöv, valamint a hátsó láb és a csípő darabjaiból, valamint a villacsontból áll. Bár a Rinchenia körülbelül ugyanakkora volt, mint az Oviraptor (nagyjából 1,5 méter hosszú), a csontváza, és főként a koponya több jellemzője is eltérést mutat. A csontváz könnyebb felépítésű és kevésbé robusztus, mint az Oviraptoré, és míg az Oviraptor fejdísze nem kivehető a rossz minőségű konzerválódás miatt, addig a Rinchenia jó állapotban megmaradt fejdísze egy nagyon fejlett, kupolaszerű sisak, ami a koponya több olyan csontjával is egyesült, amelyek az Oviraptor esetében szabadon maradtak.

## Fordítás
Ez a szócikk részben vagy egészben a Rinchenia című angol Wikipédia-szócikk ezen változatának fordításán alapul.  Az eredeti cikk szerkesztőit annak laptörténete sorolja fel. Ez a jelzés csupán a megfogalmazás eredetét és a szerzői jogokat jelzi, nem szolgál a cikkben szereplő információk forrásmegjelöléseként.